# North Cave
North Cave är en by och en civil parish i East Riding of Yorkshire distrikt i Storbritannien. Den ligger i kommunen East Riding of Yorkshire och riksdelen England, i den sydöstra delen av landet, 250 km norr om huvudstaden London. Orten har 1 943 invånare (2001). Den har en kyrka.